# Shuhei Yomoda
Shuhei Yomoda (四方田 修平 Yomoda Shuhei?, nacido el 14 de marzo de 1973 en Chiba) es un exfutbolista japonés y entrenador.

## Clubes

### Como entrenador
| Club                       | País  | Año         |
| -------------------------- | ----- | ----------- |
| Hokkaido Consadole Sapporo | Japón | 2015 - 2017 |
| Yokohama FC                | Japón | 2022        |